# District de Buller
Pour les articles homonymes, voir Buller.

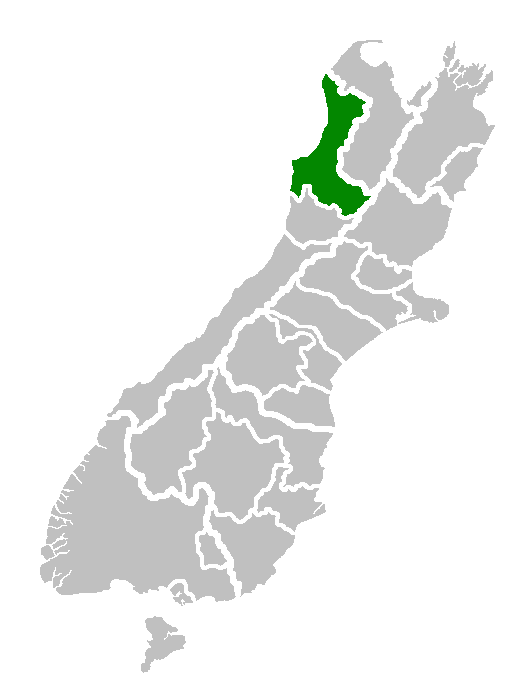
Localisation du district sur une carte de l'île du Sud

Le district de Buller est situé dans la région de West Coast, dans l'île du Sud de la Nouvelle-Zélande. S'étendant sur 7 953,12 km2, il comprend les villes de Westport (siège du conseil du district), Karamea, Reefton et Inangahua Junction.
Le recensement de 2006 y a compté 9 702 habitants, dont 8 % de Maori. Westport abrite 45 % de la population, soit 3 900 personnes ; ailleurs, 423 habitent Karamea, 159 Inangahua Junction et 948 Reefton.

## Sources
- (en) Buller District Council
- (en) Final counts – census night and census usually resident populations, and occupied dwellings - West Coast Region, Statistics New Zealand

- (en) Cet article est partiellement ou en totalité issu de l’article de Wikipédia en anglais intitulé « Buller District » (voir la liste des auteurs).